# Su Romanzesu

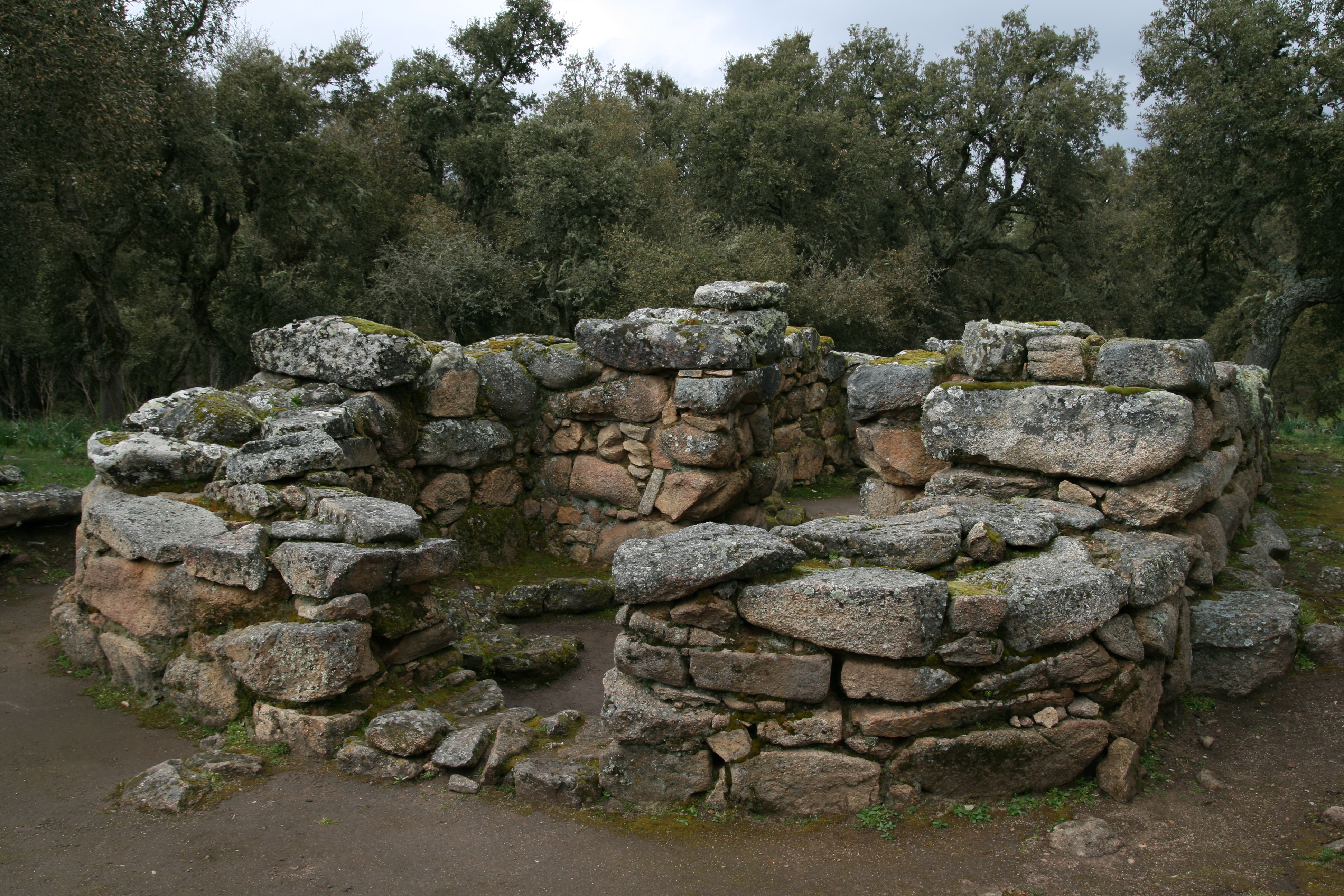
Megarontempel in Romanzesu

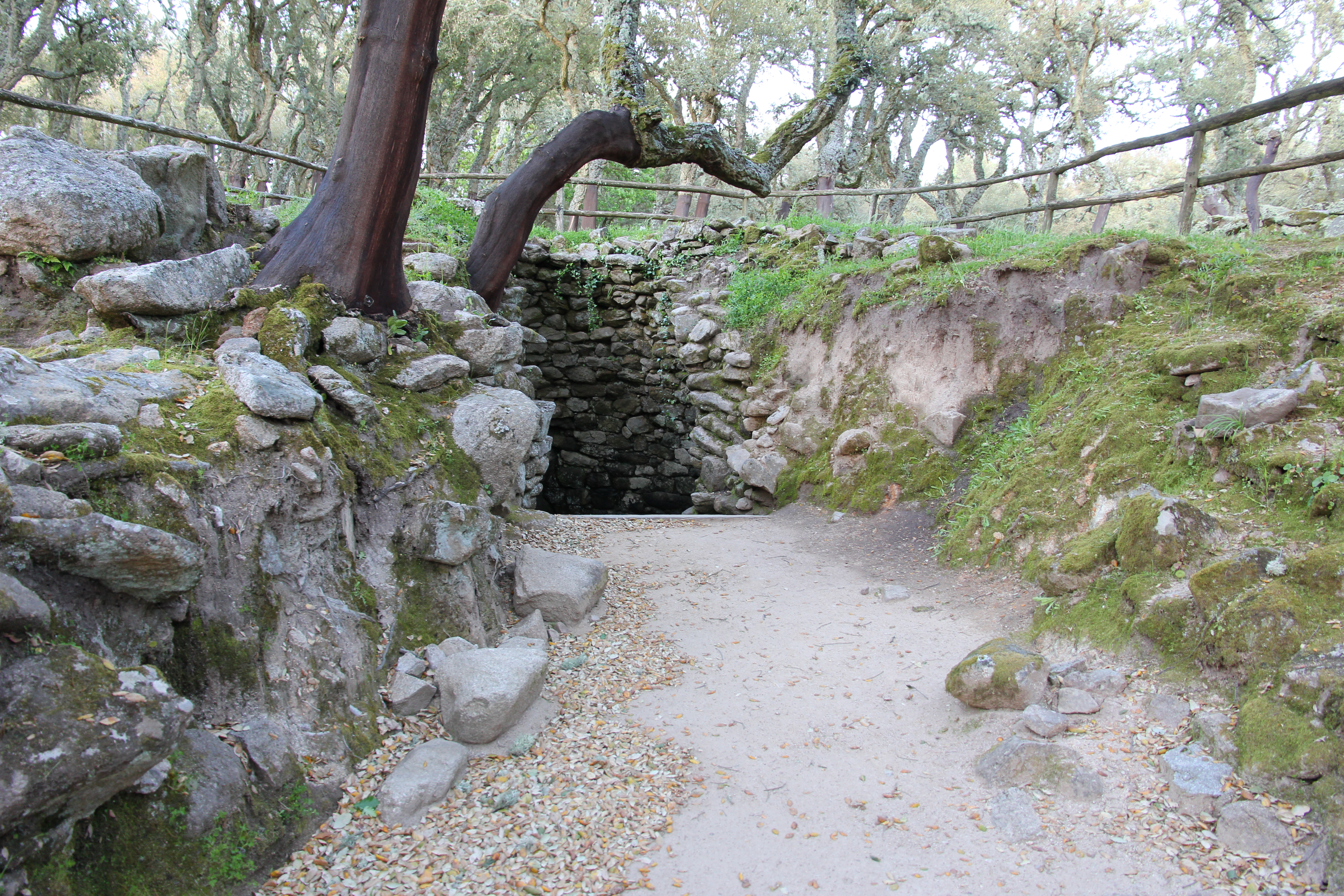
Brunnenheiligtum Poddi Arvu

Romanzesu ist eine etwa sieben Hektar große ungewöhnliche Nuraghensiedlung, die im Volksmund auch unter der Bezeichnung „Ort der Hexen“ bekannte Siedlung ist die größte ihrer Art auf Sardinien. Sie liegt auf der Granit-Hochebene bei Bitti in der Provinz Nuoro. 
Die Nuraghenkultur überrascht hier durch die ungewöhnliche Komplexität der Architektur, die erst zu 20 % ausgegraben ist. Als sicher gilt, dass das der Wasserkult eine wichtige Rolle spielte. Unweit der Kultstätte entspringt der längste Fluss der Insel, der über 150 km lange Tirso. Deshalb glaubt man, dass das Herzstück der Ruinenstadt das in den 1920er Jahren teilweise verschüttete Brunnenheiligtum Pudd' arvu darstellt. Die in das 13. Jahrhundert v. Chr. datierte Kultstätte, die in ihrer Form auf Sardinien einmalig ist, zieht sich von der Quelle über 42 m lang bergab und endet in einem kleinen Amphitheater. Auf dem Weg wird der Wasserlauf von Treppenstufen eingefasst. Neben der Quelle Pudd' arvu findet man weitere Sakralbauten zwischen den Korkeichen. Nur wenige Meter vom Brunnenheiligtum entfernt stehen die Reste dreier Megarontempel. Von diesen rechteckigen Tempeln mit den dicken Steinmauern hat man inselweit lediglich 20 entdeckt. Der am besten erhaltene und größte wird in das 14. Jahrhundert v. Chr. datiert und wurde im Laufe der Jahrhunderte mehrmals umgebaut und erweitert.

Su Romanzesu
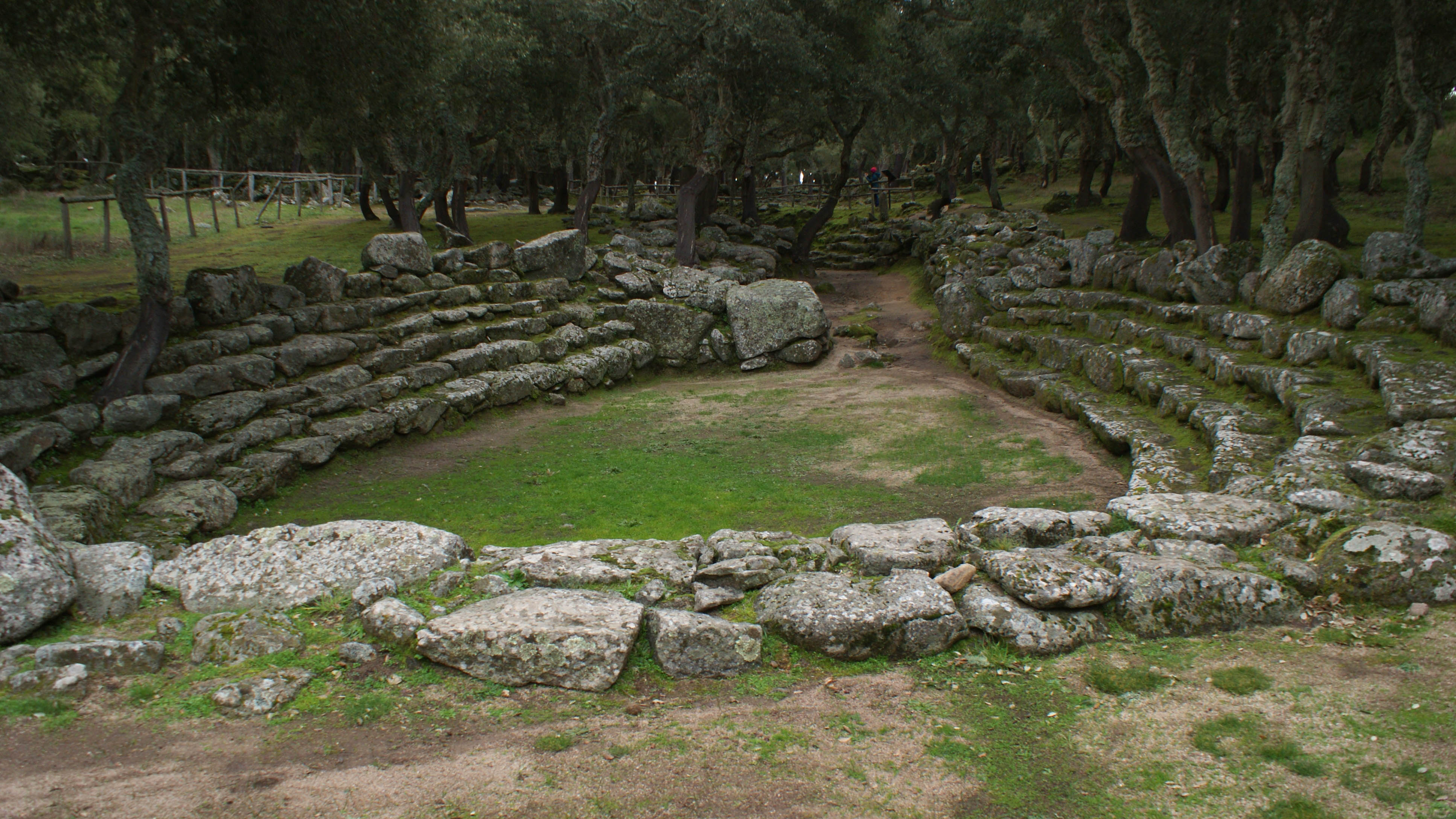
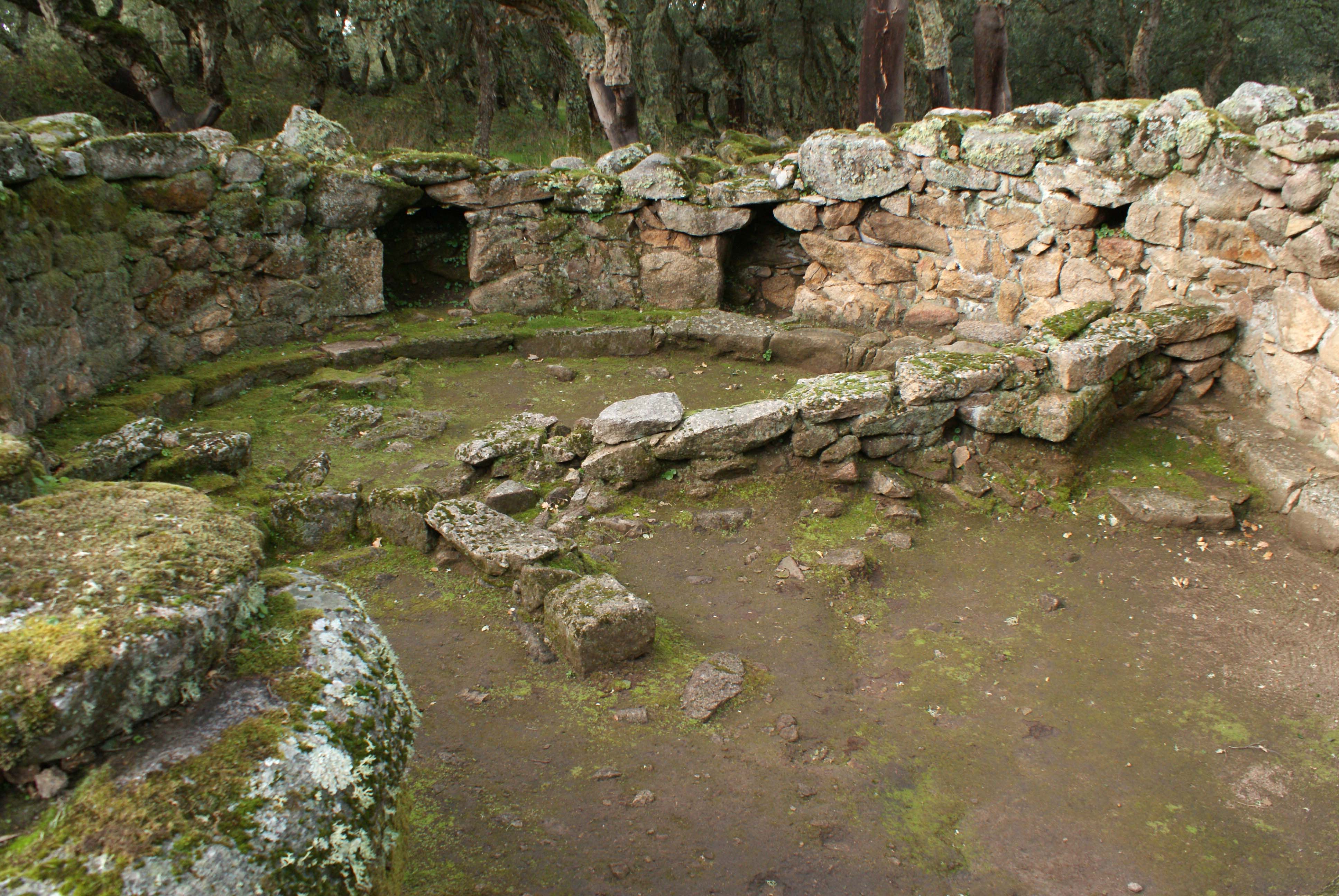
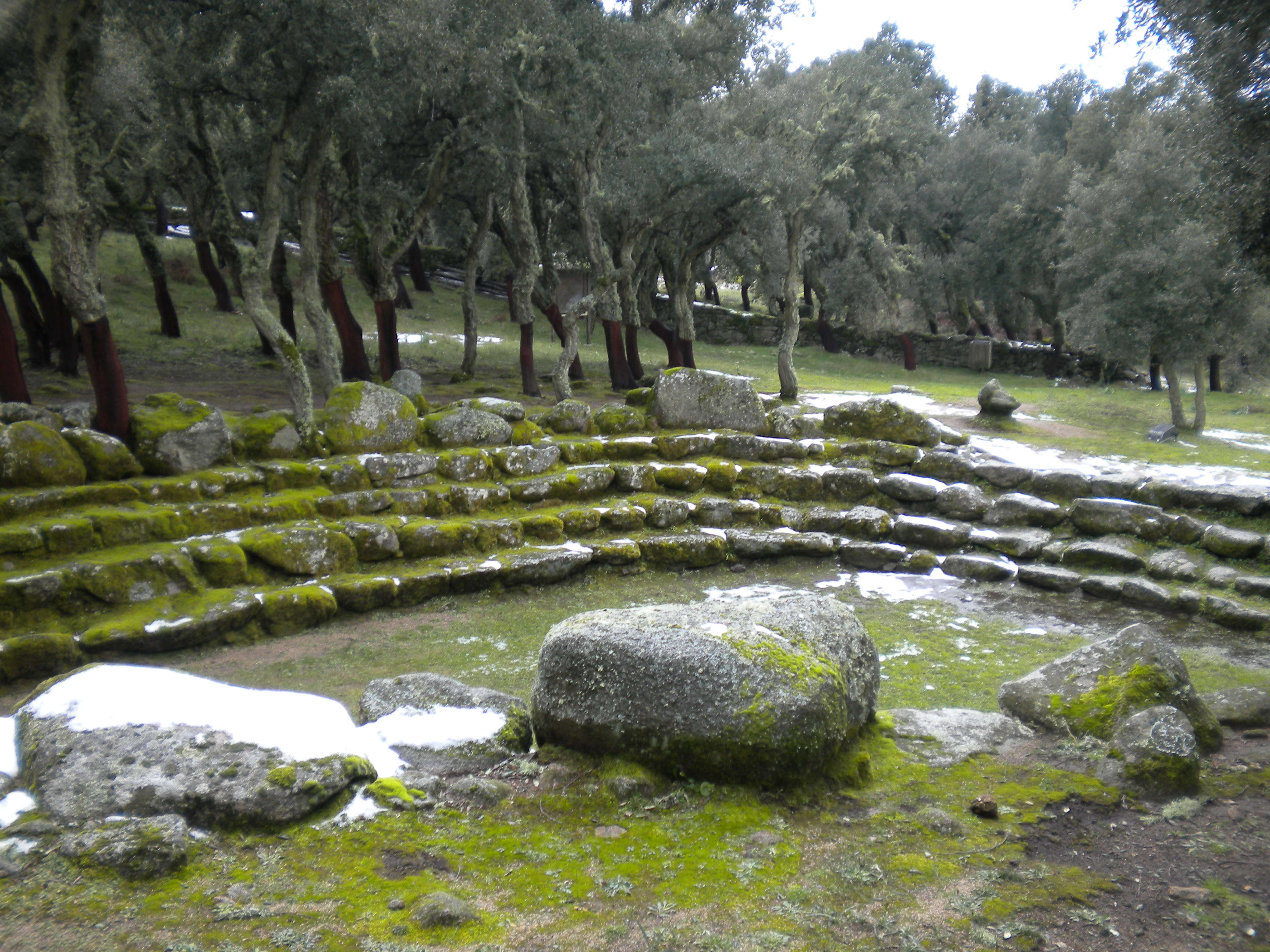
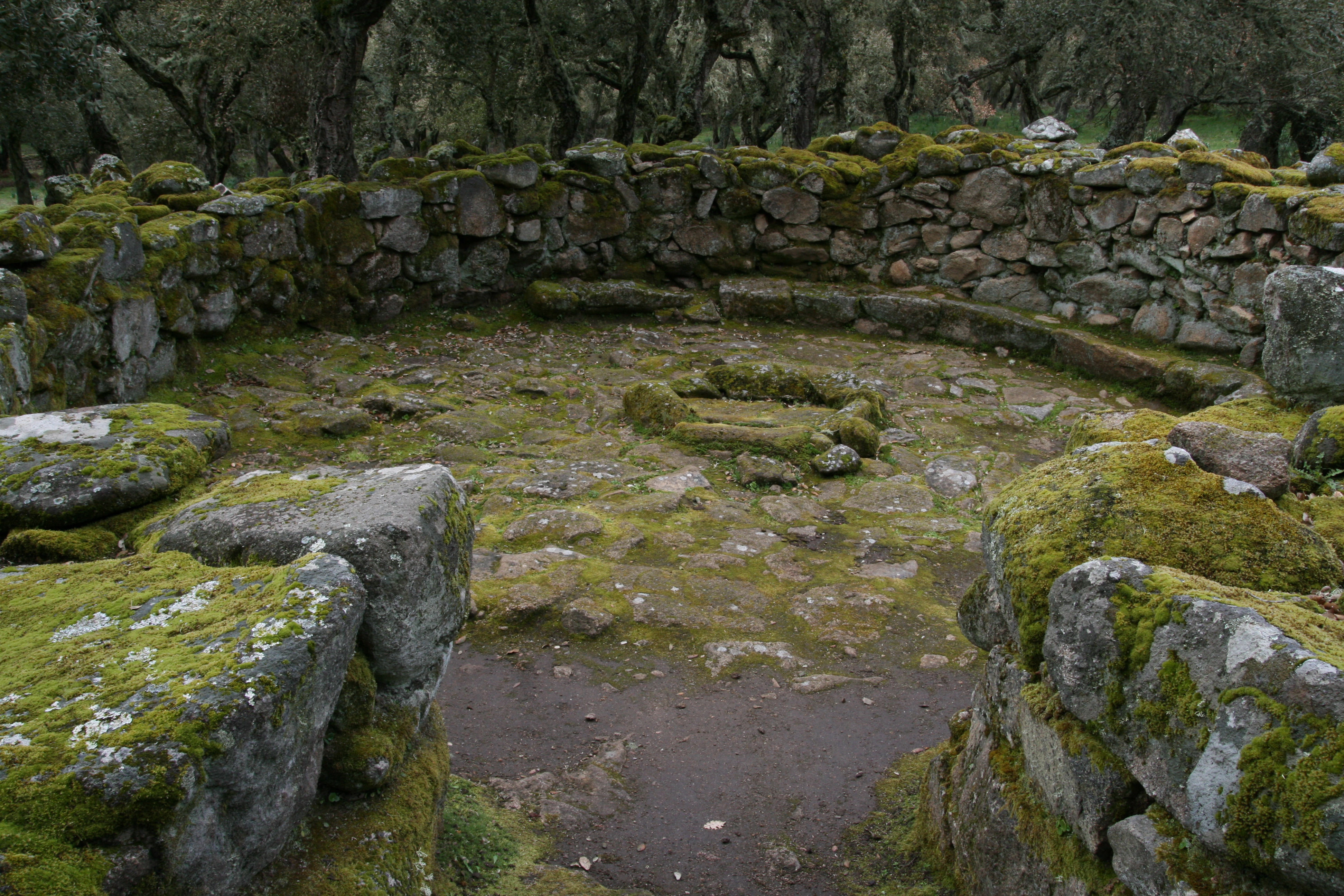

Das Herzstück der Ruinenstadt ist das Brunnenheiligtum (italienisch Pozzo sacro) Poddi Arvu. Den Brunnen sucht man heute vergeblich, denn in den 1920er Jahren haben Landarbeiter auf der Suche nach Wasser auf dem Hochplateau nördlich von Bitti die alte Quelle teilweise verschüttet und umgeleitet. Eine Steintreppe, über die das Wasser der Quelle in das Brunnenheiligtum sprudelte, wurde dabei zerstört. Die Wasserkultstätte, die in ihrer Form auf Sardinien sonst nirgendwo anders vorkommt, zieht sich von der Quelle über 42 Meter lang bergab und endet in einem kleinen Amphitheater. Auf seinem schmalen Weg wird der Quellverlauf von Treppenstufen eingefasst. An der Nordseite sind zwei kleine Baityloi (ital. betili) und auf der Südseite ein dritter aus Granit gefunden worden.
Neben der Quelle Poddi Arvu findet man weitere Sakralbauten zwischen den Korkeichen. Nur wenige Meter von dem Brunnenheiligtum entfernt stehen die Überreste eines Megarontempels. Von den seltenen, rechteckigen Kulttempeln mit dicken Steinmauern hat man inselweit lediglich 20 entdeckt, drei davon allein in Romanzesu. Der am besten erhaltene und größte wird in das 14. Jahrhundert v. Chr. datiert und im Laufe der Jahrhunderte mehrmals umgebaut und erweitert. Hier wurde auch der größte auf Sardinien entdeckte Fund von Bernstein aus dem Baltikum entdeckt. Hinzu kommen zahlreiche Pferdeknochen, Keramikscherben, Bronzegegenstände.
Die Tempel und die Brunnenheiligtümer sind nicht die einzigen Sakralbauten in Romanzesu. Es gibt:
- zahlreiche Stelen,
- einen Tempel mit konzentrischen Mauern,
- diverse Fundamente von Rundbauten.

Die großen Rundbauten mit einer zentralen Stelle im Innern waren vermutlich Versammlungshallen. In Romanzesu wurden sechs gefunden. Das sogenannte Labyrinth ist eine Struktur aus konzentrischen Mauern aus dem 13. bis 9. Jahrhundert v. Chr. die durch einen Ringkorridor in ein rundes zentrales Abteil führt, in dem ein Teil des gepflasterten Bodens erhalten ist und in dessen Mitte sich ein runder Steinsockel befindet. Im zentralen Abteil wurden Flusskiesel aus rötlichem Quarz gefunden. 